# One Way or Another
"One Way or Another" é uma canção da banda americana Blondie de seu álbum Parallel Lines, de 1978. Liricamente, a música foi inspirada na experiência da vocalista do Blondie, Deborah Harry, com um stalker no início dos anos 1970, um incidente que a forçou a se mudar de Nova Jérsia. A música da canção foi composta pelo baixista Nigel Harrison, que apresentou a faixa influenciada pelos Ventures ao tecladista Jimmy Destri.
"One Way or Another" foi lançado como o quarto single norte-americano da Parallel Lines, seguindo o single da mesma banda "Heart of Glass", o qual foi líder das paradas de sucesso. A canção alcançou a posição 24 nos Estados Unidos e sete no Canadá. Não foi lançado como single no Reino Unido, mas posteriormente entrou nas paradas de sucesso em 2013.
Desde então, "One Way or Another" foi aclamado pela crítica pelos vocais agressivos de Harry e pela performance energética da banda. Foi classificada por muitos críticos como uma das melhores canções da banda, apareceu em vários álbuns de compilação e se tornou uma das favoritas ao vivo para a banda.

## Contexto
Composta por Deborah Harry e Nigel Harrison para o terceiro álbum de estúdio da banda, Parallel Lines (1978), "One Way or Another" foi inspirada por um dos ex-namorados de Harry que a perseguia insistentemente após a separação. De acordo com Harry, as ligações constantes do namorado e a perseguição persistente a forçaram a se mudar de Nova Jérsia. A perseguição ocorreu em 1973, quando Harry ainda era membro da banda Stilletoes; a ex-colega de banda de Harry, Elda Gentile, lembra-se: "Aquilo estava assustando todos nós, especialmente Chris [Stein]". Harry explicou em uma entrevista à Entertainment Weekly :
Eu estava de fato sendo perseguida insistentemente por um maluco, então foi um evento pessoal não muito amigável. Mas eu tentei injetar um pouquinho de leveza na música, para fazê-la mais suave. Eu penso que, de certa forma, esse é um tipo normal de mecanismo de sobrevivência. Sabe, você se sacode, diz "de um jeito ou de outro" (one way or another), e segue com a sua vida. Qualquer pessoa consegue se identificar com isso e eu penso que essa é a beleza de tudo isso.
Musicalmente, a música foi composta pelo baixista Nigel Harrison, que apresentou a música ao tecladista Jimmy Destri. Ele explicou: "Minha música original para 'One Way or Another' era uma canção psicodélica, similar aos Ventures, futurista, de surf, mas como que se tivesse dado errado em algum ponto. Jimmy [Destri] realmente gostou dessa música, e nós a tocávamos nos shows. Então Debbie pegou ele e acrescentou a parte do "getcha-getcha-getcha". Mais tarde, Harry afirmou ter elaborado a música ao vivo com Harrison. A canção foi gravada entre junho e julho de 1978 no estúdio Record Plant de Nova Iorque. De acordo com Harrison, o produtor Mike Chapman veio com a seção final caótica.